# ГЕС La Tuque
ГЕС La Tuque – гідроелектростанція у канадській провінції Квебек. Знаходячись між ГЕС Beaumont (вище по течії) та ГЕС Grand-Mère, входить до складу каскаду на річці Saint-Maurice, яка у місті Труа-Рів'єр впадає ліворуч до річки Святого Лаврентія (дренує Великі озера).
В межах проекту річку перекрили бетонною гравітаційною греблею висотою 40 метрів та довжиною 408 метрів. Вона утримує водосховище з площею поверхні 8 км2 та об’ємом 82 млн м3.
Пригреблевий машинний зал станції у 1940-1955 роках обладнали шістьома турбінами типу Френсіс загальною потужністю 294 МВт, які використовують напір у 34,8 метра.